# Route européenne 578
Pour les articles homonymes, voir E578 et Route 578.
La route européenne 578 est une route reliant Saratel à Chichiș.